# The Land Baron of San Tee
The Land Baron of San Tree est un film muet américain réalisé par Allan Dwan et sorti en 1912.

## Fiche technique
- Réalisation : Allan Dwan
- Date de sortie : États-Unis : 26 février 1912

## Distribution
- J. Warren Kerrigan : Jim Mallory
- Pauline Bush : Clara Blair